# Franz Müller (Fußballspieler, I)
Franz Müller (Lebensdaten unbekannt) war ein deutscher Fußballspieler.

## Karriere
Müller gehörte der Union Oberschöneweide an, für die er von 1919 bis 1923 als Torhüter in den vom Verband Brandenburgischer Ballspielvereine organisierten Meisterschaften zum Einsatz kam. Als Ostkreismeister 1920 nahm er mit seiner Mannschaft erstmals an der Endrunde um die Berliner Meisterschaft teil. Die ersten drei Mannschaften aus den vier Kreisen und der amtierende Pokalsieger, BFC Hertha 1892, der sich im Verlauf zurückzog, spielten in einer Hin- und Rückspielrunde jeweils gegeneinander. Am Ende setzte er sich mit seiner Mannschaft mit vier Punkten vor dem SC Wacker Tegel durch und gewann somit seinen ersten Titel. Infolgedessen nahm er mit Union Oberschöneweide auch erstmals an der Endrunde um die Deutsche Meisterschaft teil. Doch das Auftaktspiel am 16. Mai 1920 in Breslau wurde gegen die ortsansässigen Vereinigten Breslauer Sportfreunde mit 2:3 verloren. In den folgenden drei Spielzeiten wurde in einer in zwei Gruppen zu je sechs, später zehn, Vereinen unterteilten Verbandsliga gespielt, wonach die beiden Gruppensieger den regionalen Meister in einem in Hin- und Rückspiel ausgetragenen Finale zu ermitteln hatten. Sein Verein schloss die Gruppe B 1920 als Zweit- und 1921 als Drittplatzierter ab. Nachdem er das Rundenturnier der Gruppe A, bestehend aus zehn Mannschaften, nach Hin- und Rückspiel mit seiner Mannschaft als Erster abschließen konnte, gewann er mit ihr auch das Finale der Berliner Meisterschaft mit 4:2 über den Sieger der Gruppe 2 Vorwärts 90 Berlin nach Hin- und Rückspiel. Damit war er mit seiner Mannschaft für die Endrunde um die Deutscher Meisterschaft qualifiziert, in der er in vier Spielen eingesetzt wurde, das Finale am 10. Juni 1923 in Berlin jedoch mit 0:3 gegen den Hamburger SV verlor.

## Erfolge
- Zweiter der Deutschen Meisterschaft 1923
- Berliner Meister 1920, 1923
- Ostkreismeister 1920